# Shunsuke Nakamura
Pour les articles homonymes, voir Nakamura.
Shunsuke Nakamura (中村 俊輔, Nakamura Shunsuke), né le 24 juin 1978 à Yokohama (Japon), est un footballeur international japonais évoluant au poste de milieu de terrain.

## Biographie

### Jeunesse et formation
Nakamura a commencé la pratique du football à l'âge de trois ans. À l'âge de cinq ans, il intègre le club de Misono FC puis en 1991, il rejoint les équipes de jeunes des Yokohama Marinos. Non conservé par les Marinos, il rejoint l'équipe de son lycée Tôkô Gakuen de Kawasaki en 1994. Il est élu meilleur joueur de la saison du championnat national lycéen 1995 puis son équipe perd la finale du championnat en 1996.

### Celtic

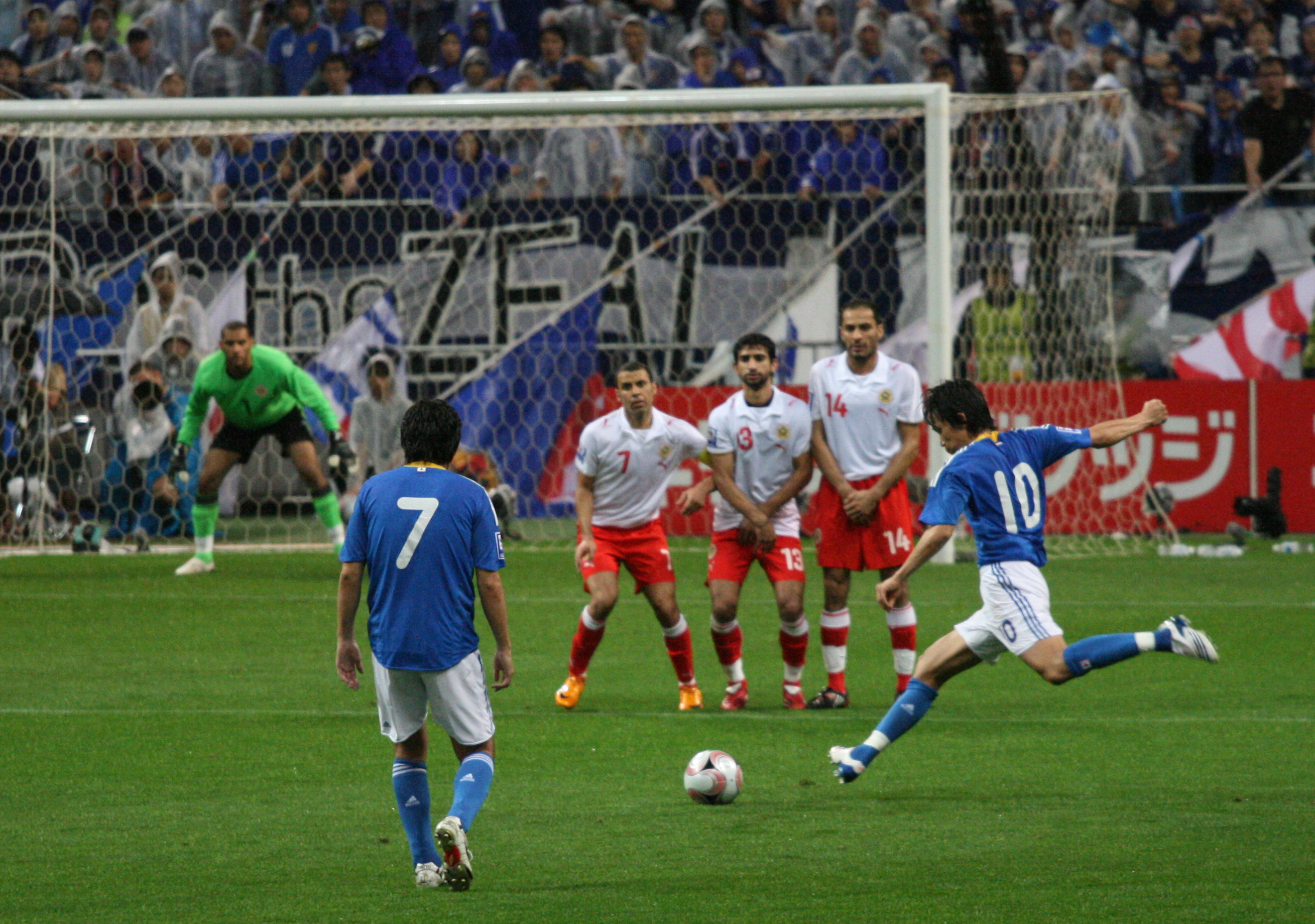
Nakamura tirant un coup-franc contre Bahreïn en juin 2008.

En juillet 2005, il rejoint le Celtic Glasgow pour une durée de trois ans. Le montant du transfert est de 3 millions d'euros.
Lors de la saison 2006-2007, Shunsuke Nakamura montre tout son talent et son pied gauche magnifique avec son club du Celtic FC dans le Championnat d'Écosse et pendant la Ligue des champions. Il fut l'un des grands artisans de la qualification en huitième de finale de la Ligue des champions notamment avec son coup franc mémorable face à Manchester United FC au Celtic Park à Glasgow. En marquant ce but il devient le premier joueur japonais à marquer en Ligue des champions. Il donna aussi le titre de champion d'Écosse lors d'un match de championnat à Kilmarnock sur un coup franc marqué dans les toutes dernières minutes du match. Toutes ces prestations dignes d'un joueur de classe mondiale lui ont permis de remporter le trophée de meilleur joueur du Championnat d'Écosse de football et pour couronner le tout, l'un de ses buts fut désigné but de l'année.
Lors de la saison 2007-2008, il marque les esprits lors du Old Firm contre les Glasgow Rangers marquant un but de 30 mètres avec un effet assez incroyable ce qui surprend le gardien des Rangers McGregor. Après la réduction de l'écart par les Rangers par Novo, Naka aurait pu redonner l'avantage au Celtic d'une superbe frappe à l'entrée de la surface mais le ballon est dévié hors du cadre irrégulièrement par Carlos Cuéllar qui sera exclu. Le Celtic s'imposera finalement 2-1 dans les toutes dernières minutes. Nakamura sera désigné "joueur du match".

### Espanyol
En juin 2009, il signe un contrat de deux ans à l'Espanyol de Barcelone pour la somme d'un million d'euros.

### Retour au Japon
En janvier 2010, il retourne au pays, met un terme à sa carrière internationale mais continue à jouer avec son ancien club : les Yokohama F·Marinos.
Le 10 décembre 2013, il devient le premier joueur à remporter deux fois le titre de meilleur joueur du championnat. Il dédie son titre à son ami décédé plus d'un an auparavant : Naoki Matsuda.

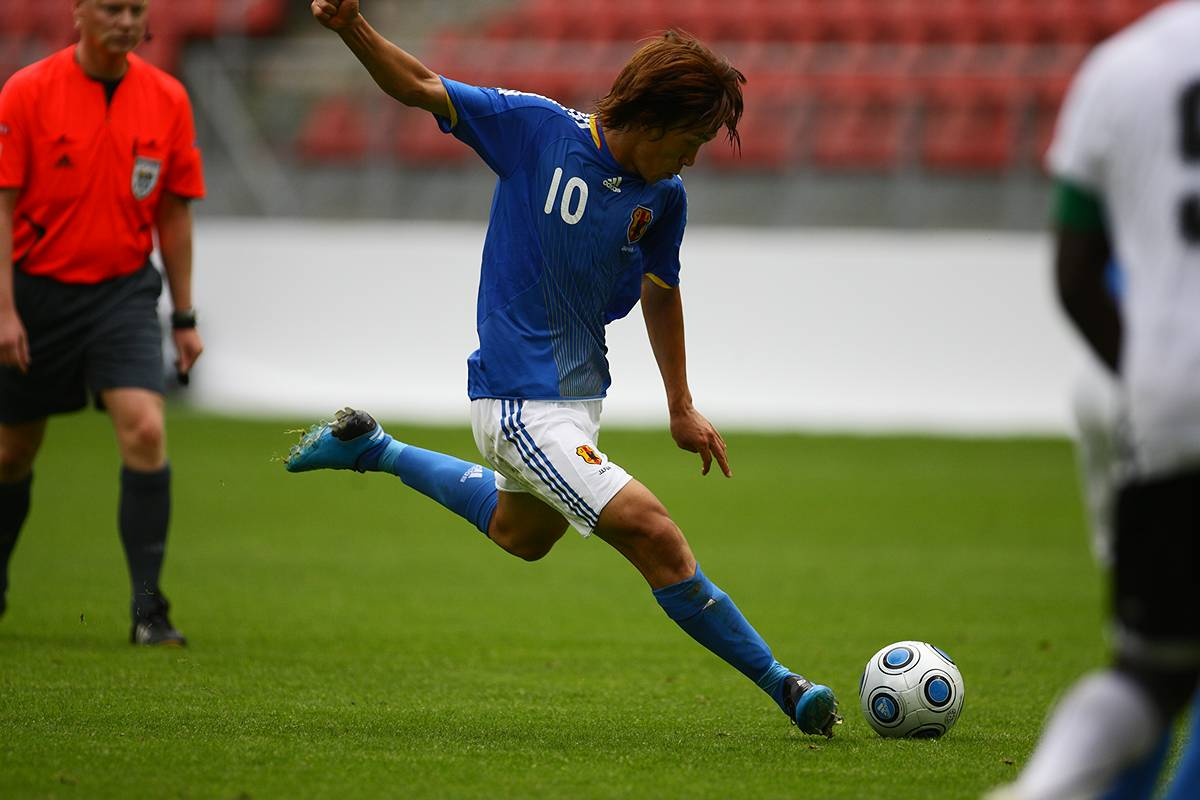
Nakamura lors d'un match amical entre le Japon et le Ghana le 9 septembre 2009 dans le stade du FC Utrecht, le Stadion Galgenwaard, aux Pays-Bas

### Équipe nationale
En 1996, après ses bonnes performances lors du championnat national lycéen, il est sélectionné en équipe du Japon des moins de 18 ans.
En février 2000, il est convoqué pour la première fois en équipe du Japon par Philippe Troussier. Il est membre de l'équipe japonaise qui remporte la Coupe d'Asie en 2000. La même année, il est quart de finaliste aux Jeux Olympiques de Sydney.
Il dispute la Coupe du monde en Allemagne en 2006 mais, malgré un but lors du premier match face à l'Australie (défaite 3-1), il ne réussit pas à qualifier son équipe pour le second tour (match nul contre la Croatie 0-0, et défaite contre le Brésil 4-1). On parle également d'une mauvaise entente dans le groupe, avec notamment Hidetoshi Nakata.
Il prend sa retraite internationale après le Mondial 2010.

## Style de jeu
Il est connu pour sa force de frappe qui fait souvent mouche sur coup de pied arrêté. Il a notamment marqué un somptueux coup franc de l'intérieur du pied gauche contre la France en Coupe des confédérations 2003. On se souvient également d'un extérieur du pied assez surréaliste contre l'équipe d'Oman.
Sa « patte gauche » et ses belles prestations en club et en sélection en font le plus célèbre des footballeurs japonais, avec Hidetoshi Nakata, hors de ses frontières. Il est célèbre pour ses superbes frappes de loin (dont celle lors de la Coupe des confédérations 2005 où, face au Brésil, il avait réussi une improbable frappe des 30 mètres) et ses « caviars » distillés à ses attaquants (lors de la même compétition, il avait délivré une somptueuse passe décisive contre la sélection grecque, championne d'Europe 2004).
Shunsuke Nakamura est également populaire auprès des amateurs du jeu vidéo Pro Evolution Soccer 5, l'équipe japonaise du développeur Konami, lui ayant en effet conféré une qualité de jeu plus que favorable en comparaison des autres joueurs virtuels du jeu.

## Carrière
- 1997-2002 : Yokohama F. Marinos ( Japon)
- 2002-2005 : Reggina Calcio ( Italie)
- 2005-2009 : Celtic Glasgow ( Écosse)
- 2009-fév. 2010 : Espanyol de Barcelone ( Espagne)
- fév. 2010-déc. 2016 : Yokohama F. Marinos ( Japon)[6]
- depuis jan. 2017 : Jubilo Iwata ( Japon)

## Palmarès
- Vainqueur de la Coupe d'Asie des Nations en 2000 et 2004 avec l'équipe du Japon
- Champion d'Écosse en 2006, 2007 et 2008 avec le Celtic FC
- Vainqueur de la Coupe d'Écosse en 2007 avec le Celtic FC
- Vainqueur de la Coupe de la Ligue écossaise  en 2006 et 2009 avec le Celtic FC
- Vainqueur de la Coupe de la Ligue japonaise en 2001 avec les Yokohama F. Marinos
- Vainqueur de la Coupe du Japon de football en 2013 avec les Yokohama F. Marinos

## Distinctions personnelles
- J. League Best Eleven : 1999, 2000 et 2013
- Élu meilleur joueur de la J-League en 2000 et 2013 avec le Yokohama F. Marinos
- Élu meilleur joueur de la Coupe d'Asie des nations en 2004
- Élu Soulier de bronze du meilleur buteur de la Coupe des confédérations en 2003
- Élu meilleur joueur du Championnat d'Écosse lors de la saison 2006-2007 avec le Celtic FC
- Membre de l'équipe-type de Scottish Premier League en 2007, 2008